# Brachionichthys australis
Brachionichthys australis  (лат.) – вид лучепёрых рыб семейства брахионихтиевых (Brachionichthyidae). Эндемики прибрежных вод южной Австралии и Тасмании.
Встречаются в южной Австралии от прибрежных вод  Нового Южного Уэльса до восточного сектора 
Большого Австралийского залива, включая восточную Тасманию и на юг до пролива Д’Антркасто. Обитают на континентальном шельфе на глубине от 18 до 210 м (возможно до 277 м) .